# Villosa amygdala
Villosa amygdala är en musselart som först beskrevs av I. Lea 1843.  Villosa amygdala ingår i släktet Villosa och familjen målarmusslor. IUCN kategoriserar arten globalt som livskraftig. Inga underarter finns listade i Catalogue of Life.